# Mikoláivka (Dnipró)
Mikoláivka (en ucraniano: Миколаївка) es un pueblo ucraniano perteneciente al óblast de Dnipropetrovsk. Situado en el centro del país, es parte del raión de Dnipró y parte del municipio (hromada) de Obújivka.

## Toponimia
El nombre del lugar en ruso es Nikoláyevka (en ruso: Николаевка). 

## Geografía
Mikoláivka se encuentra en la margen derecha del río Dniéper, al otro lado del río de la ciudad de Kamianské, 29 km al sur de Petrikivka.    

## Historia
El lugar fue fundado en el siglo XVIII por cosacos, formando parte de la palanká de Protovchansk del Sich de Zaporiyia, y desde 1938 tiene el estatus de asentamiento de tipo urbano.    
Mikoláivka fue parte del raión de Petrikivka hasta 2020, año en el que se hizo una reforma administrativa que redujo el número de raiones del óblast de Dnipropetrovsk a siete, y la ciudad pasó a ser parte del raión de Dnipró.En 2023, la localidad perdió el estatus de asentamiento de tipo urbano debido a la eliminación de este estatus administrativo.

## Demografía
La evolución de la población de Mikoláivka entre 1959 y 2022 fue la siguiente:
| 2341                                                          | 2095 | 1815 | 1471 | 1281 | 1285 | 1291 | 1217 | 1132 |
| (Fuente: Cities & Towns of Ukraine y UKRAINE: Größere Städte) |      |      |      |      |      |      |      |      |

Según el censo de 2001, la lengua materna de la mayoría de los habitantes, el 93,15%, es el ucraniano; y del 6,3% es el ruso.

## Infraestructura

### Transporte
Mikoláivka tiene acceso a la autopista H08 que conecta Kamianské y Kremenchuk, así como a la autopista H31 que conecta Dnipró y Reshetílivka. 